# Liste des gratte-ciel de Benidorm
 (avril 2025).
Si vous disposez d'ouvrages ou d'articles de référence ou si vous connaissez des sites web de qualité traitant du thème abordé ici, merci de compléter l'article en donnant les références utiles à sa vérifiabilité et en les liant à la section « Notes et références ».
Depuis la construction en 1985 de la Torre Levante, 26 immeubles d'au moins 100 mètres de hauteur et plus ont été construits à Benidorm, station balnéaire située sur la cote méditerranéenne de l'Espagne. Benidorm est la ville d'Espagne qui compte le plus de gratte-ciel devant Madrid et Barcelone et l'une des villes de moins de 100 000 habitants dans le monde qui en comporte le plus. La plus grande partie des gratte-ciel ont été construits durant le boom immobilier espagnol des années 1990 et 2000.

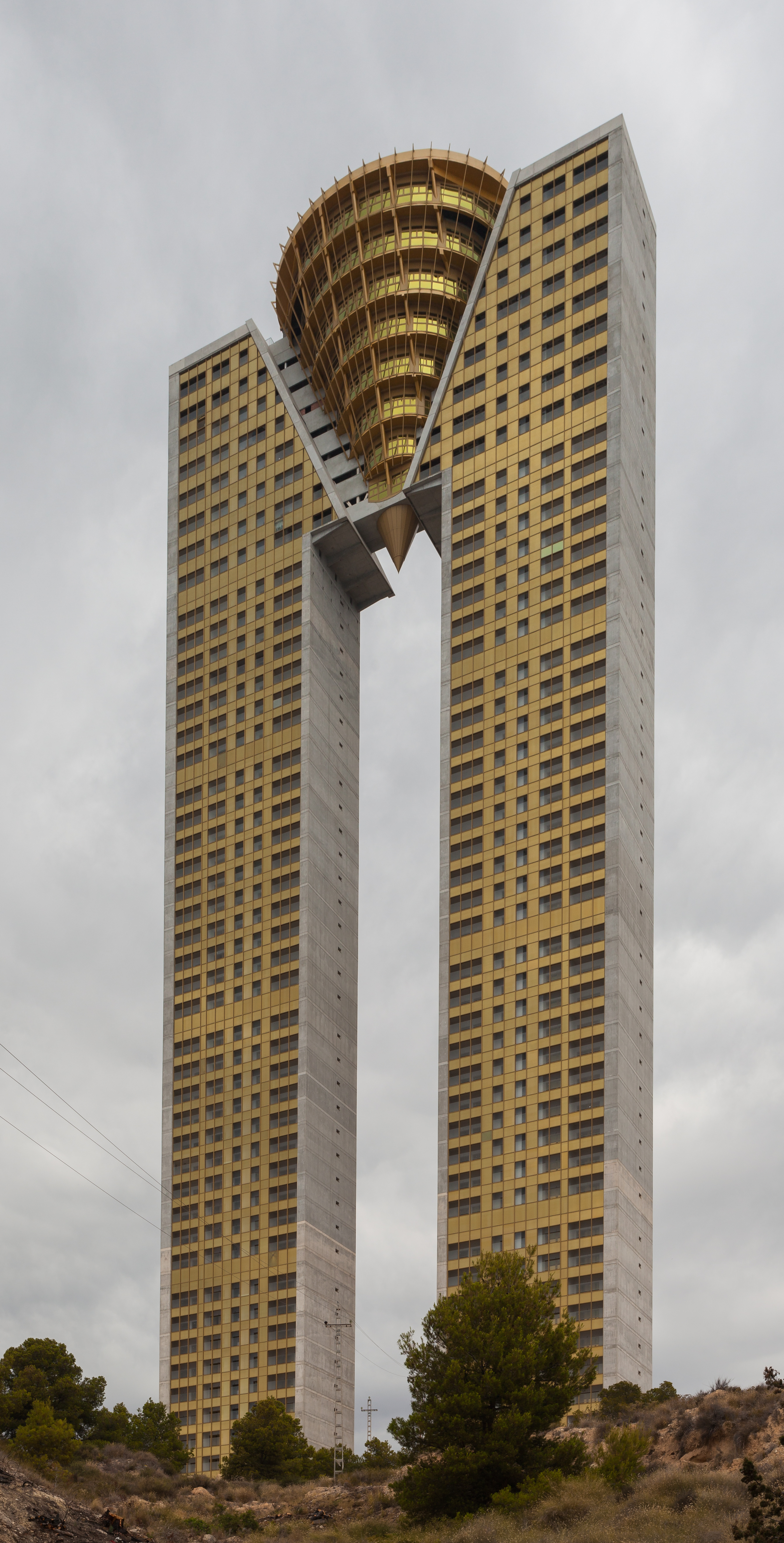
Intempo

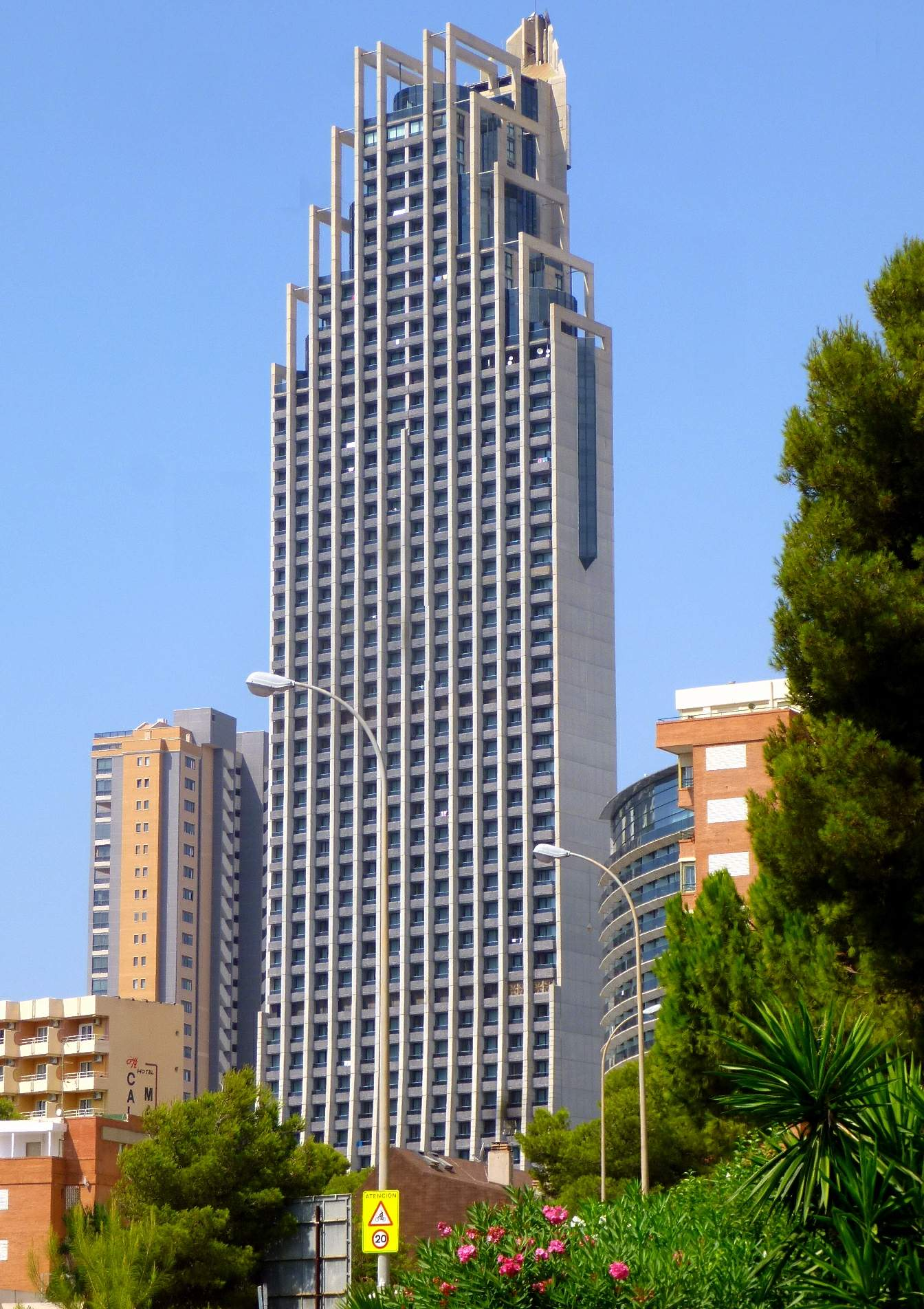
Gran Hotel Bali

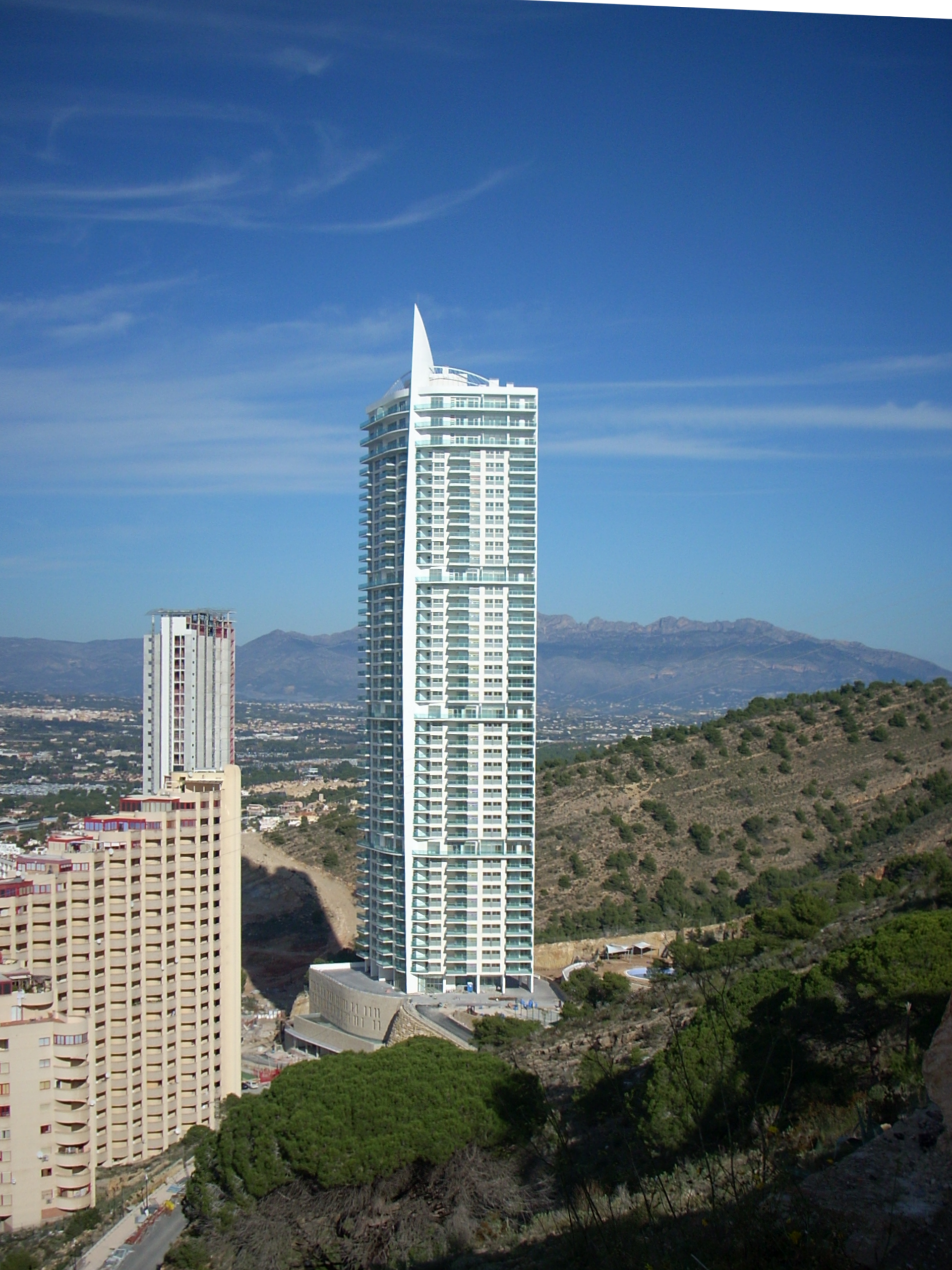
Torre Lugano

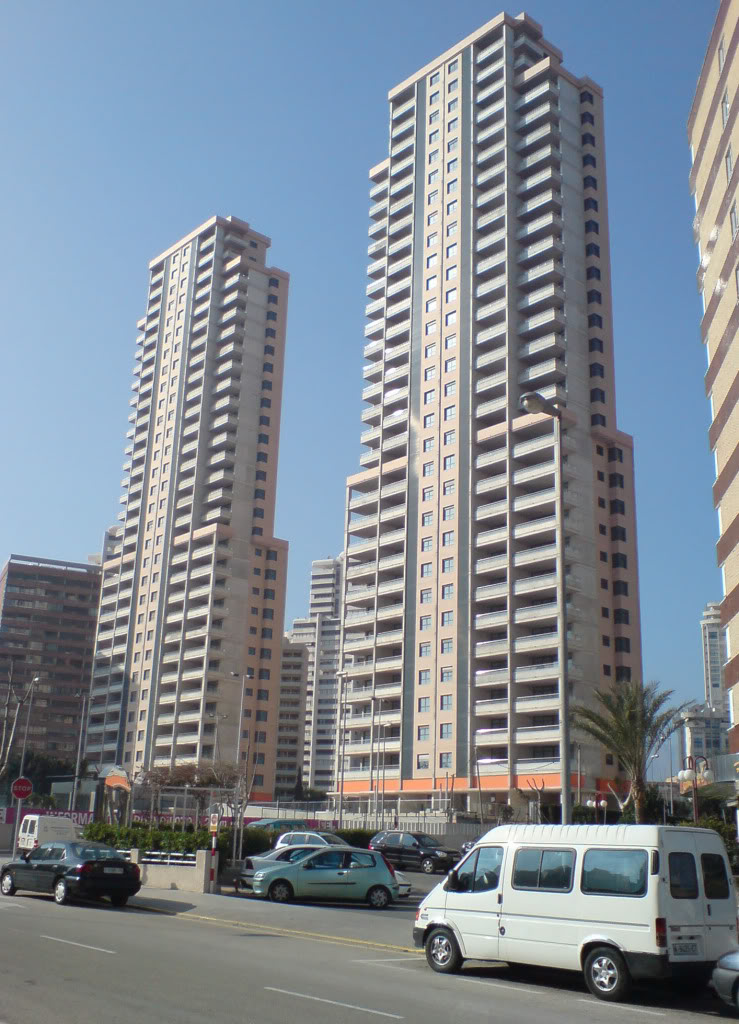
Torres D'Oboe

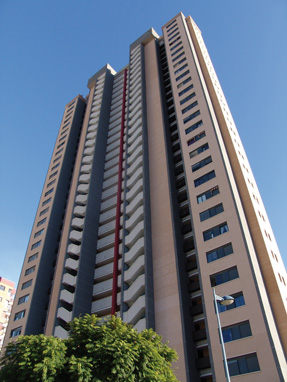
Torre Doscalas

## Liste
En 2014, la liste des immeubles d'au moins 100 mètres de hauteur est la suivante, d'après Emporis : 
| Rang | Nom                         | Hauteur | Étages | Année |
| ---- | --------------------------- | ------- | ------ | ----- |
| 1    | Intempo                     | 200 m   | 52     | 2019  |
| 1    | Gran Hotel Bali             | 186 m   | 52     | 2002  |
| 3    | Torre Lugano                | 158 m   | 43     | 2008  |
| 4    | Neguri Gane                 | 148 m   | 43     | 2002  |
| 5    | Edificio Kronos             | 140 m   | 41     | 2008  |
| 6    | Torre Mediterraneo          | 135 m   | 38     | 2012  |
| 7    | Edificio Don Jorge          | 124 m   | 36     | 2008  |
| 8    | El Mirador del Mediterraneo | 123 m   | 32     | 2006  |
| 9    | Torre Levante               | 120 m   | 35     | 1985  |
| 10   | Costa Blanca 1              | 116 m   | 36     | 1993  |
| 11   | Miragolf Playa 2            | 115 m   | 33     | 2005  |
| 12   | Gemelos 26 Torre 1          | 114 m   | 33     | 2009  |
| 12   | Gemelos 26 Torre 2          | 114 m   | 33     | 2009  |
| 12   | Torres D'Oboe 1             | 114 m   | 31     | 2009  |
| 12   | Torres D'Oboe 2             | 114 m   | 31     | 2009  |
| 16   | Sol de Poniente 2           | 112 m   | 33     | 2006  |
| 17   | Beni Beach                  | 110 m   | 35     | 1996  |
| 18   | Playa Azul                  | 105 m   | 34     | 2002  |
| 19   | Miragolf Playa 1            | 105 m   | 30     | 2005  |
| 20   | Torre Pinar                 | 105 m   | 30     | 2004  |
| 21   | Residencial Islamar 2       | 104 m   | 28     | 2010  |
| 21   | Residencial Islamar 3       | 104 m   | 28     | 2010  |
| 22   | Las Terrazas de Benidorm 1  | 101 m   | 30     | 2005  |
| 22   | Las Terrazas de Benidorm 2  | 101 m   | 30     | 2005  |
| 24   | Gemelos 22 Torre 1          | 100 m   | 32     | 2002  |
| 24   | Gemelos 22 Torre 2          | 100 m   | 32     | 2002  |
| 26   | Torre Doscalas              | 100 m   | 31     | 2003  |